# كلة سياه (كوشك)
كلة سياه (بالفارسية: کله‌سیاه) هي منطقة سكنية تقع في إيران في محافظة خوزستان.